# ياسين الشماخي
ياسين بن ميلاد الشماخي (بالفرنسية: Yassine Chamakhi)‏ مواليد 27 فبراير 1995 في تونس، لاعب كرة قدم تونسي يلعب كمهاجم في النجم الرياضي الساحلي.

## مسيرته

### المسيرة الإحترافية
خاض الشماخي أول مباراة احترافية له مع الأولمبي الباجي في مباراة بالرابطة التونسية المحترفة الأولى لكرة القدم حيث انتهت المباراة بالخسارة 3-0 أمام النادي الإفريقي في 25 سبتمبر 2016.
فاز بكأس تونس 2018 مع النادي الإفريقي، وفاز بالمباراة النهائية على النجم الرياضي الساحلي. قدم في المباراة تمريرة حاسمة لصالح غازي العيادي.

### المسيرة الدولية
ظهر الشماخي لأول مرة مع المنتخب التونسي لكرة القدم في مباراة ودية خسرها أمام الجزائر بنتيجة 1-0 في 26 مارس 2019.

## إنجازات
- فائز بكأس تونس 2018 مع النادي الإفريقي.

## روابط خارجية
- ياسين الشماخي على موقع قاعدة بيانات كرة القدم.إي يو (الإنجليزية)
- ياسين الشماخي على موقع ناشيونال فوتبول تيمز (الإنجليزية)
- ياسين الشماخي على موقع Soccerway.com (الإنجليزية)